# Třída Talwar
Třída Talwar (či též projekt 11356) je třída víceúčelových fregat indického námořnictva, které jsou variantou ruské třídy Krivak III. Pro Indii jsou stavěny v Rusku. Fregaty mohou bojovat proti hladinovým a vzdušným cílům i ponorkám. V letech 2003–2006 do služby vstoupily první tři jednotky, pojmenované Talwar, Trishul a Tabar. V červenci 2006 Indie objednala stavbu dalších tří vylepšených fregat, zařazených do služby v letech 2012–2013. V listopadu 2018 Indie a Rusko podepsaly dohodu, dle které indické námořnictvo získá dva páry fregat. První pár fregat má být dodán ze dvou projektů 11356, které byly původně rozestavěny pro ruské námořnictvo, zařazených do služby v letech 2024–2025, a druhý pár postaví díky technologickému transferu indická loděnice..
Kvůli odlišné výzbroji je druhá trojice někdy označována jako samostatná třída Teg, třetí dvě jako třída Tushil a čtvrté dvě jako třída Triput (jinak také projekt 11356M).
Na základě třídy Talwar byly dále vyvinuty výrazně modifikované ruské fregaty Projektu 22350. Zpoždění v jejich dodávkách vedlo ruské námořnictvo k objednávce fregat Projektu 11356, které jsou z třídy Talwar přímo odvozeny.

## Stavba
První tři jednotky vyráběla ruská loděnice Baltijskij Zavod v Petrohradu a druhé tři a třetí dvě ruské loděnice Jantar v Kaliningradu. Čtvrté dvě jednotky budou stavěny v indické loděnici Goa Shipyard Limited (GSL) ve Vasco da Gama. Projekt si vynutí modernizaci loděnice GSL.
Jednotky třídy Talwar:
| Jméno                                | Skupina | Založení kýlu     | Spuštěna                          | Vstup do služby   | Status     |
| ------------------------------------ | ------- | ----------------- | --------------------------------- | ----------------- | ---------- |
| INS Talwar (F40)                     | 1       | –                 | květen 2000                       | 18. června 2003   | aktivní    |
| INS Trishul (F43)                    | 1       | –                 | listopad 2000                     | 25. června 2003   | aktivní    |
| INS Tabar (F44)                      | 1       | –                 | květen 2001                       | 31. července 2004 | aktivní    |
| INS Teg (F45)                        | 2       | 2007              | listopad 2009                     | 27. dubna 2012    | aktivní    |
| INS Tarkash (F50)                    | 2       | –                 | červen 2010                       | 9. listopadu 2012 | aktivní    |
| INS Trikand (F51)                    | 2       | –                 | 25. května 2011                   | 29. června 2013   | aktivní    |
| INS Tushil (F70, ex Admiral Butakov) | 3       | 13. červenec 2013 | 1. března 2016 28. října 2021     | 9. prosince 2024  | aktivní    |
| INS Tamal (F71, ex Admiral Istomin)  | 3       | 15. listopad 2013 | 16. listopadu 2017 24. února 2022 | 1. červenec 2025  | aktivní    |
| INS Triput                           | 4       | 29. ledna 2021    | 23. červenec 2024                 | 2026 (plán)       | Ve stavbě. |
| INS Tavasya                          | 4       | 18. června 2021   | 22. března 2025                   | 2026 (plán)       | Ve stavbě. |

## Konstrukce

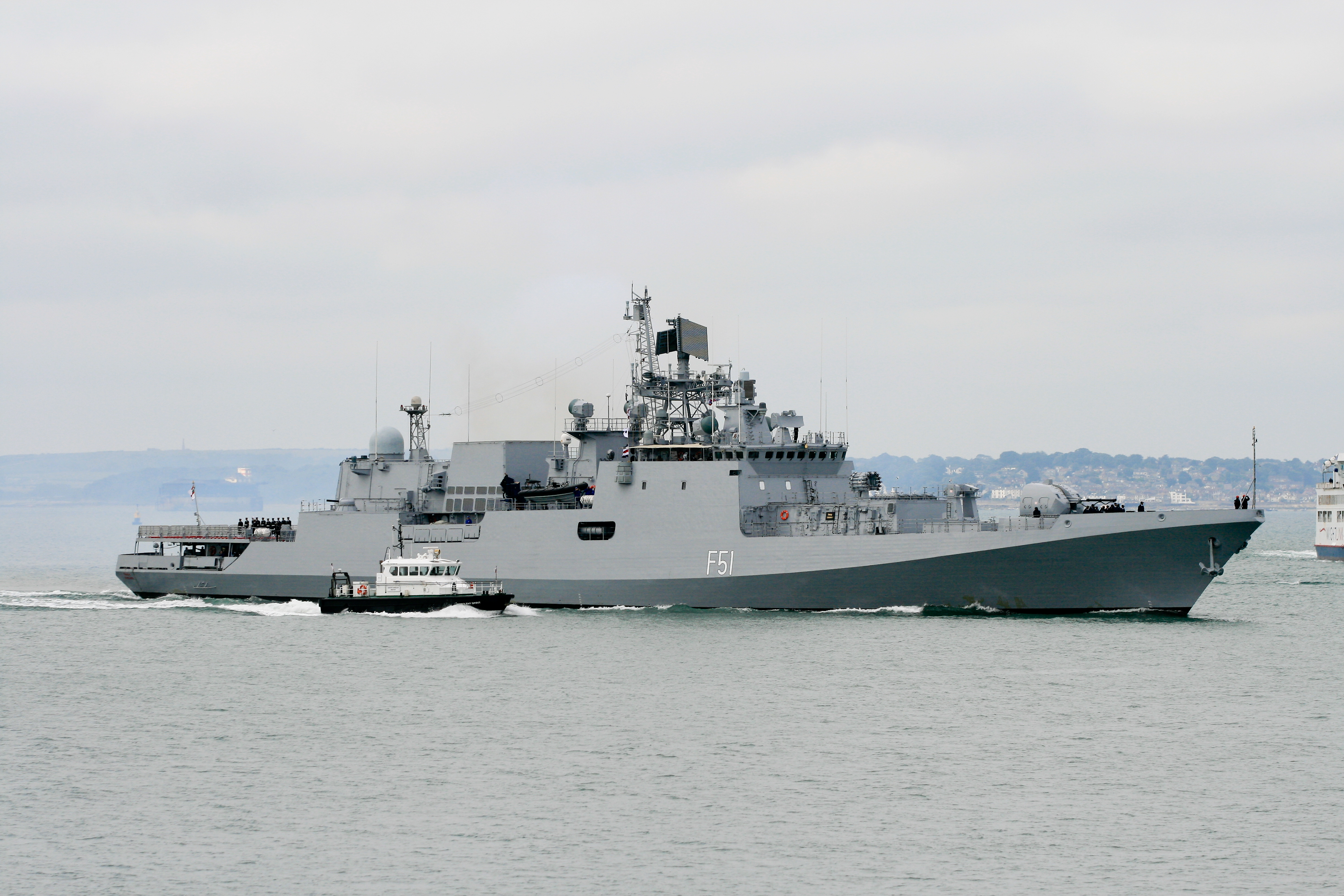
INS Trikand (F51)

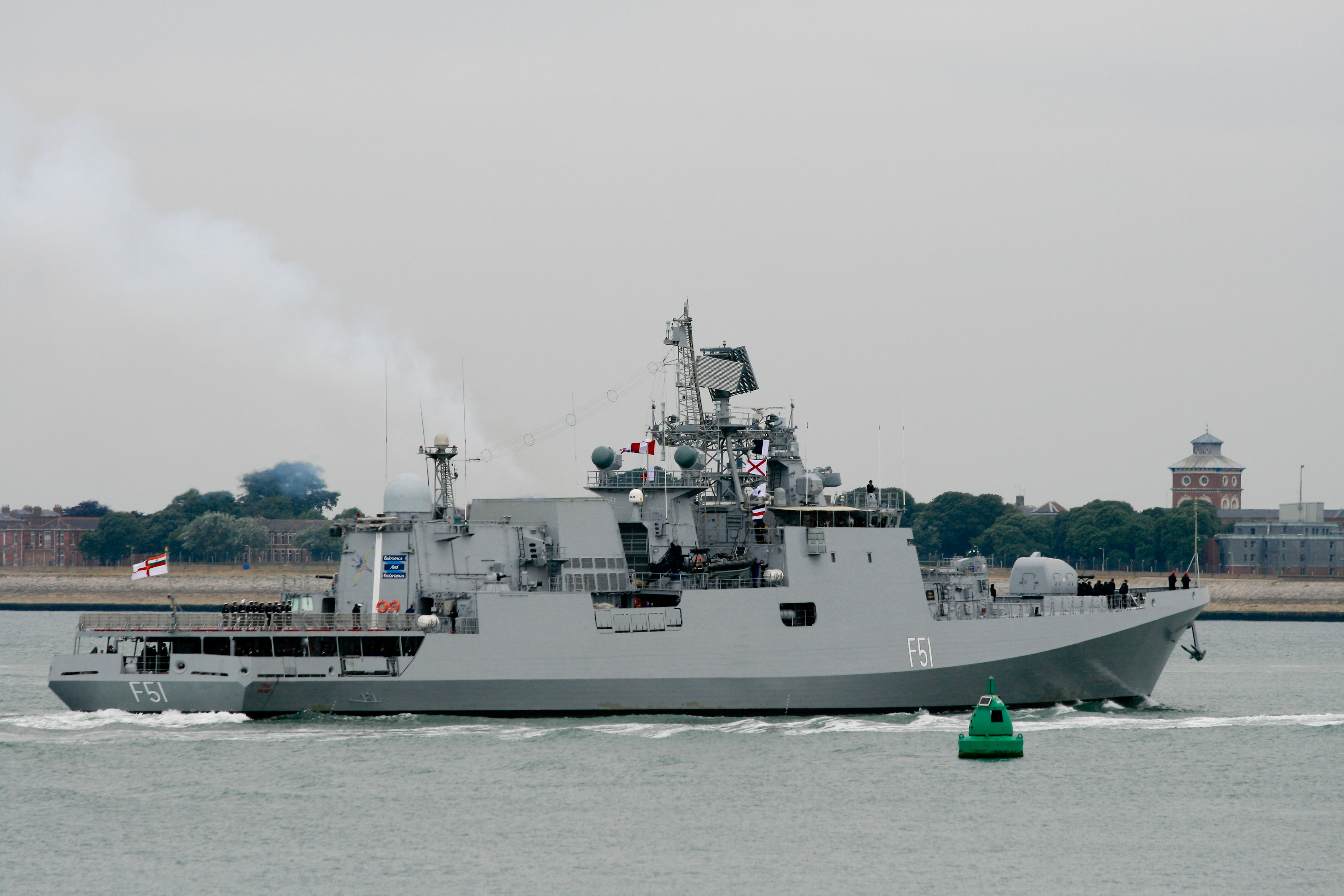
INS Trikand (F51)

V konstrukci lodí jsou uplatněny prvky technologií stealth. Fregaty jsou vybaveny bojovým řídícím systémemTrebovaniye-M.
Hlavňovou výzbroj představuje 100mm kanón AK-190 v dělové věži na přídi. Fregaty nesou protiletadlový systém středního dosahu 3S90M Shtil-1. Za dělovou věží je jednoduché odpalovací zařízení protiletadlových střel 9M317 (v kódu NATO SA-N-12) s dosahem 45 km a zásobou 24 střel. Protilodní výzbroj první trojice tvoří osminásobné vertikální silo 3S14E pro nadzvukové protilodní střely 3M-54E Klub-N (v kódu NATO SS-N-27). Střely mají dosah 220 km. Druhá série lodí nese nadzvukové protilodní střely BrahMos. Na plavidlech první série střely BrahMos systém Klub-N nahradí v rámci modernizace. Blízkou obranu zajišťují dva hybridní komplety 3K87 Kortik, umístěné na střeše hangáru. Tyto systémy kombinují dva 30mm rotační kanóny AO-18K a řízené střely 9M311 (v kódu NATO SA-N-11). K boji proti ponorkám slouží dva dvojhlavňové 533mm torpédomety DTA-53-11356 a jeden raketový vrhač hlubinných pum RBU-6000. Na zádi je přistávací plošina a hangár pro jeden vrtulník (například Ka-28 či HAL Dhruv).
Pohonný systém je koncepce COGAG. Pro plavbu ekonomickou rychlostí slouží dvě plynové turbíny DS-71 a při bojovém nasazení se k nim přidají ještě dvě plynové turbíny DT-59. Lodní šrouby jsou dva. Nejvyšší rychlost dosahuje 30 uzlů. Dosah je 4500 námořních mil při ekonomické rychlosti 18 uzlů.